# Quintino Barbosa
Quintino Barbosa de Novaes Neto (Palmeiras, 15 de março de 1965 – Salvador, 15 de julho de 2024), também chamado de Barbosinha, foi um treinador de futebol brasileiro. 
Ficou famoso em 2014 após comandar dois clubes de futebol do estado da Bahia: o próprio Bahia de Feira e a Juazeirense. Treinou também Queimadense, Treze, Nacional de Patos e Jacobina.
Em postagem do dia 12 de junho, dia dos namorados, revelou ser adepto da religião judaica, quando esteve vestido com trajes típicos da religião e comemorando o casamento com sua esposa.
Barsosinha faleceu no dia 15 de Julho de 2024 aos 59 anos, após complicações de uma cirurgia.